# Theodore Roosevelt McElroy
Theodore Roosevelt (Teddy, Ted) McElroy, född 15 november 1901, död 12 november 1963, var en telegrafist från en släkt med irländsk bakgrund. Han behärskade American Morse, International Morse (även kallat Continental Morse) och japansk Kanji Morse.
1939 satte han världsrekord i en hastighetstävling i hörmottagning av morsetelegrafi. Det officiellt tillkännagivna resultatet var cirka 77 ord/minut, men det finns inga säkra protokollanteckningar efter vilka normer beräkningen gjordes, varför resultatet har fått utstå en hel del kritik. I litteraturen förekommer även många uppskattade hastigheter från 72,2 ord/minut och uppåt, beräknat efter diverse antagna förutsättningar. En del av variationerna i noterade hastigheter kan förklaras av att de avser rekord satta vid olika tävlingstillfällen.

## Biografi
Ted McElroy började 14-årig som telegrambud vid Western Union, men redan bara 15 år gammal hade han lärt sig telegrafera så bra att han fick tjänstgöra som telegrafist.
Senare lämnade han Western Union och började tillverkning i mindre skala av den s.k. soundern och vanliga telegraferingsnycklar. Den första nyckelmodellen var klar 1934.

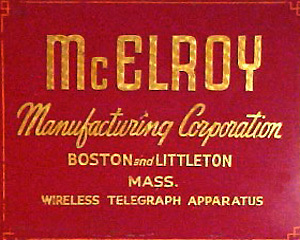
Firma McElroys logotyp

Verksamheten växte, och 1941 grundades firman McElroy Manufacturing Corporation med Ted McElroy som ägare till 100 procent av aktierna.
Genom åren kom många nya modeller som numera har blivit eftertraktade samlarobjekt. Bl a förbättrade firman den semiautomatiska nyckel med handelsnamnet Vibroplex, som tillverkades av ett annat företag. Denna nyckeltyp alstrar telegraferingstecknens korta teckendelar med hjälp av en vibrerande fjäderanordning. De långa teckendelarna gjordes helt manuellt på samma sätt som med den konventionella nyckeln.

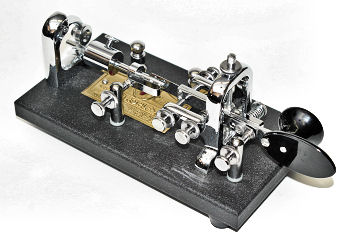
Halvautomatisk "bugg"

Med telegrafistjargong kallades den halvautomatiska nyckeln bug (försvenskat till bugg), vilket kan härledas från den typskylt för Vibroplexnyckeln, som pryddes av en bild av en skalbagge, bug på engelska. (Därav beteckningen elbugg för efterkrigstidens elektroniska helautomatiska nycklar som alstrade sekvenser av såväl korta som långa teckendelar. Det är oklart huruvida firma McElroy har tillverkat elbuggar.)
Under 1940-talet utvecklade firma McElroy fotocelltransmittern, som levererades till USA-militären i ett stort antal exemplar. Bland företagets produkter fanns mycket kringutrustning för telegrafi, t.ex. remsperforatorer, bläckskrivare för tillverkning av remsor till fotocelltransmittrar, en rörbestyckad tonoscillator använd vid utbildning i morsetelegrafering och annat med anknytning till telegrafering.
1947 flygrekognoserades kusten av Weddellhavet av The Ronne Antarctic Research Expedition. Eftersom Ted McElroy hade skänkt en stor mängd av McElroy-apparater till expeditionen hedrade man honom genom att namnge en bergstopp till Mount McElroy. Den ligger en bit innanför kusten strax söder om latitud -74°.
Ted McElroy tjänade miljontals dollar främst genom leveranser till USA:s armé och marin under åren för andra världskriget, men senare lyckades firman inte så bra. Efter kriget minskade de militära beställningarna, och en del andra anbud förlorades. Företaget kom på obestånd med stora skulder. 1955 sålde Ted McElroy ruinen av ett från början blomstrande företag, exklusive fastigheten och tomten. Dessa avyttrades separat senare.
1958 försökte han göra politisk karriär, men förlorade i ett lokalval.

## Not och källa
1. ↑  Bug-etiketten ”Arkiverade kopian”. Arkiverad från originalet den 25 juni 2013. https://web.archive.org/web/20130625004815/http://www.vibroplex.com/LOGO3.gif. Läst 10 mars 2013.
2. ↑  Tom French: McElroy, world's champion radio telegrapher, Artifax books, Maynard, Massachussetts 1993, karta, sida 75